# Sarrat des Cabiròus
El Sarrat des Cabiròus és una serra situada entre els municipis d'Es Bòrdes a la comarca de la Vall d'Aran i França, amb una elevació màxima de 2.242 metres.